# PINK FUN
PINK FUN，台灣八人女子音樂組合，為實境選秀節目《菱格世代Dancing Diamond 52》所競逐而出的人氣團。現任成員由容容、心平、朵莉、聖恩、Nicole、巧瑜、珮含、以芯組成，於2020年10月24日出道，並於2020年12月25日發行出道首張專輯《粉紅炸彈 BOMBERS》，同時宣布加盟台灣索尼音樂
2024年，PINK FUN自台灣索尼音樂畢業(絕對不是解散)，聖恩和郭嘉誼(朵莉)推出新單曲《向前飛》，是運動偶像真人秀「超棒的我們」插曲。

## 團體資料

### 團名由來
團名為DD52節目中，粉紅梅花的英文團名，因節目中歌曲多將PINK FUN放入歌詞，故團名就直接沿用而來。

### 團體口號
「We are~PINK FUN」。

### 粉絲名稱
官方粉絲名為「冰棒」。
從小媽媽都說「女孩子是水做的」，PINK FUN在粉紅梅花裡，相遇相知相惜終而凝固成冰。透明無暇的冰，遇見了每一個愛PINK FUN的粉絲，是粉絲一路上支持著PINK FUN，賦予PINK FUN光芒和色彩。粉絲就是一直給予PINK FUN力量，使PINK FUN站立永不倒下的冰棒棍。粉絲與PINK FUN在一起，就會是最美最甜的「冰棒」。

### 官方應援色
pink 粉色

### 固定隊形
PINK FUN在九人時期以珮含為中心，即巧瑜、以芯、朵莉、容容、珮含、Nicole、心平、聖恩、思綾（從左到右）。成員思綾退團後，便以容容和珮含為雙中心，即心平、聖恩、朵莉、容容、珮含、Nicole、以芯、巧瑜（從左到右）。

## 成員列表
- 名字粗體為隊長
- 官方定位[3]

| 藝名       | 本名     | 英文名        | 出生日期 星座         | 出生地         | 個人經紀公司          | 團內定位        | 粉絲名   |
| 現任成員   | 現任成員 | 現任成員      | 現任成員              | 現任成員       | 現任成員              | 現任成員        | 現任成員 |
| ---------- | -------- | ------------- | --------------------- | -------------- | --------------------- | --------------- | -------- |
| 容容       | 謝予容   | Anna          | 1999年11月7日 天蠍座  | 中華民國新竹市 | 綻放娛樂              | 副領舞          | 員工     |
| 心平       | 全心平   | Una           | 2000年11月12日 天蠍座 | 中華民國臺中市 | 野火娛樂              | 副領舞          | 小瓶子   |
| 朵莉       | 郭嘉誼   | Phoebe        | 2001年4月11日 牡羊座  | 中華民國桃園市 | Lionheart Media Group | 副領舞、領唱    | 工讀生   |
| 聖恩       | 彭聖恩   | Joan          | 2001年5月15日 金牛座  | 中華民國新北市 | 野火娛樂              | 副唱 领舞 主rap | 小吃貨   |
| Nicole     | 詹沁諭   | Nicole        | 2001年6月13日 雙子座  | 中華民國臺北市 | 金星文創              | 隊長 主舞 副rap | 副班長   |
| 巧瑜       | 許巧瑜   | Erin          | 2001年9月5日 處女座   | 中華民國臺北市 | 野火娛樂              | 副領舞          | 魚板     |
| 珮含       | 羅珮含   | Aurora        | 2002年7月9日 巨蟹座   | 中華民國苗栗縣 | 有聲娛樂              | 主唱            | 燒酒螺   |
| 以芯/ 韓馨 | 陳以芯   | Cindy/ Hailey | 2002年10月11日 天秤座 | 中華民國彰化縣 | 加樂星娛樂            | 副領舞 副rap    | 小芯星   |
| 已離開成員 |          |               |                       |                |                       |                 |          |
| 思綾       | 陳思綾   | Serene        | 2001年8月15日 獅子座  | 中華民國新竹縣 | 量子娛樂              | 主唱            | 螺思粉   |

## 經歷

### 出道前：DD52粉紅梅花、觀眾票選為人氣團(2020年6月12日-2020年10月24日)
2020年6月12日，野火娛樂、聯聯看娛樂製作，由楊丞琳及潘瑋柏擔任首席導師、陳漢典擔任助教菱格世代Dancing Diamond 52正式播出。節目將104位參賽者分為撲克牌的四個花色組合，並依每個花色，個別成立風格各異的四個子團互相競爭。其中節目中的粉紅梅花經由導師的評分，最終排名第三名，但透過節目期間的人氣團票選，最終以1,390,146票獲選為人氣團，八位成員謝予容、心平、彭聖恩、Nicole、陳思綾、巧瑜、羅珮含、陳以芯獲出道資格。
9月4日，官方Instagram粉絲專頁公布了粉紅梅花出道的消息。粉紅梅花出道團名將訂為PINK FUN，而組合成員除了原本透過節目賽制篩選出的最終八位成員以外，經由唱片公司台灣索尼音樂娛樂要求，最終第九名成員朵莉將一同加入PINK FUN出道。亦公布10月24日凌晨開放首張專輯粉紅炸彈 BOMBERS預購，實體專輯將在12月25日聖誕節上架。
同時公布10月24日當天，於DD52第二場演唱會<初星>正式出道，預購專輯將會有預購特別禮(全體簽名海報一張)。

### 正式出道、心平風波、首次簽唱會、思綾退團(2020年10月24日-2021年2月22日)
2020年10月24日，首張專輯《粉紅炸彈 BOMBERS》開放預購，並於DD52第二場演唱會<初星>現場正式出道。
12月23日，舉行《粉紅炸彈 BOMBERS》發片記者會，並同時宣布加盟唱片公司台灣索尼音樂娛樂。
12月25日，首張專輯《粉紅炸彈 BOMBERS》於實體通路及數位平台正式發行。同日，專輯主打歌《Love 超能力》MV 上架。
12月30日，心平被翻出過往曾拍過清涼照，以及曾經上過Youtuber小哥哥艾里的節目片段中談論與前男友的私密事，而遭受輿論攻擊，甚至有傳言心平將退團。
12月31日，九位成員仍完整體出席高雄義大的跨年晚會。
2021年1月1日，於高雄及台中舉辦PINK FUN《粉紅炸彈 BOMBERS》專輯簽唱會，心平因還沒準備好面對大眾而缺席。
1月8日，PINK FUN 的Instagram用心平的手寫信向大眾問好並回歸團體，證實了心平沒有退團的消息。
2月10日，鏡週刊報導成員思綾即將退團，當天思綾Instagram隨即停止更新。
2月22日，PINK FUN的官方社群帳號以及DD52官方YouTube發布道別影片，原因是為了專注在大學學業以及個人演藝事業，因而決定忍痛退出女團。隨後思綾透過個人Instagram證實消息。

### 八人重新出發、首張虛擬EP、首場售票見面會(2021年2月23日-2021年12月31日)
2月24日，官方開通PINK FUN專屬YouTube頻道。

3月11日，PINK FUN的官方社群帳號和唱片公司台灣索尼音樂娛樂同時釋出預告概念照。
3月12日，PINK FUN的官方社群帳號正式宣布PINK FUN專屬網站已開通，並釋出八位成員的個人預告照。
3月13日，宣布當天中午開放預購首張虛擬EP《FOREVER PINK FUN》，而實體專輯將在4月13日發行。
3月14日，PINK FUN的官方網站推出＂PINK Funlentine 為愛而聲＂粉絲應援活動。
3月20日，於台北舉辦《FOREVER PINK FUN》預購簽名會。
4月13日，首張虛擬EP《FOREVER PINK FUN》於實體通路及數位平台正式發行。同日，EP主打歌《FOREVER PINK》MV 上架。
4月18日，於台北舉辦《FOREVER PINK FUN》首場售票見面會
。
5月9日，於台中及高雄舉辦《FOREVER PINK FUN》簽名會。
12月4日，於T1聯盟中信特攻赛后表演《粉紅炸彈》，並讓朵莉代替思凌作為新主唱。
12月6日，官方聲稱朵莉並非主唱，而是領唱。

### 2022年
2022年5月20日，卡帶寫真EP《可以呀 Kya》於實體通路及數位平台正式發行
。
同日，EP主打歌《可以呀 Kya》MV 上架，並舉辦發片線上派對。
6月17日，舉辦《可以呀 Kya》線上簽名會。
8月6日，舉辦《我們一起發芬》全台唯一見面會

。

### 2023年
2023年1月6日，舉辦《Cappuccino》新年粉絲感謝祭。
9月5日，索尼音樂30週年特別企劃「經典翻唱活動」，推出新版《小乖乖》。
10月24日，出道三週年，釋出數位單曲《愛的表情》。
11月10日，數位發行第3張迷你專輯《Oh! My Oh! My》。

## 音樂作品

### 正規專輯
| #   | 專輯名稱             | 發行日期       | 曲目                                                                                               |
| --- | -------------------- | -------------- | -------------------------------------------------------------------------------------------------- |
| 1st | 《粉紅炸彈 BOMBERS》 | 2020年12月25日 | 1. 粉紅炸彈 2. Love 超能力 3. 暗戀假動作 4. 告訴你一個秘密 5. 裝女人 6. Super 7. 旋轉木馬 8. Panic |

### 迷你專輯
| #   | 專輯名稱                                 | 發行日期                                      | 曲目                                                                          |
| --- | ---------------------------------------- | --------------------------------------------- | ----------------------------------------------------------------------------- |
| 1st | 《FOREVER PINK FUN》 （虛擬EP+概念寫真） | 2021年4月13日                                 | 1. FOREVER PINK 2. 愛喲 LOVE LOVE                                             |
| 2nd | 《可以呀 Kya》 （卡帶寫真EP）            | 2022年5月20日                                 | 1. 可以呀 Kya 2. 你讓我發芬 PFF                                               |
| 3rd | 《Oh! My Oh! My》                        | 2023年11月10日（數位） 2023年12月15日（實體） | 1. Oh! My Oh! My 2. 愛的表情 3. 不走 4. 你說你喜歡午後海風吹 5. All About You |

### 數位單曲
| 年份   | 發行日期 | 單曲名稱                                     | 備註                                                                                |
| ------ | -------- | -------------------------------------------- | ----------------------------------------------------------------------------------- |
| 2022年 | 12月6日  | Cappuccino （页面存档备份，存于）            | 為8月6日舉辦見面會時才藝表演粉絲投票前四名成員容容、聖恩、Nicole 、珮含的小分隊獎勵 |
| 2023年 | 9月5日   | 小乖乖 Little Darling （页面存档备份，存于） | 索尼音樂30週年特別企劃「經典翻唱活動」                                              |

## 影音作品

### Official Music Video
| 年份   | 發布日期 | 專輯                 | 主打歌                                       | Dance Practice Video                  |
| ------ | -------- | -------------------- | -------------------------------------------- | ------------------------------------- |
| 2020年 | 12月25日 | 《粉紅炸彈 BOMBERS》 | Love 超能力 （页面存档备份，存于）           | Love 超能力 （页面存档备份，存于）    |
| 2021年 | 4月13日  | 《FOREVER PINK FUN》 | FOREVER PINK （页面存档备份，存于）          | FOREVER PINK （页面存档备份，存于）   |
| 2021年 | 5月5日   | 《FOREVER PINK FUN》 | 愛喲 LOVE LOVE （页面存档备份，存于）        | 愛喲 LOVE LOVE （页面存档备份，存于） |
| 2022年 | 5月20日  | 《可以呀 Kya》       | 可以呀 Kya （页面存档备份，存于）            | 可以呀 Kya （页面存档备份，存于）     |
| 2022年 | 6月17日  | 《可以呀 Kya》       | 你讓我發芬 PFF （页面存档备份，存于）        | 你讓我發芬 PFF （页面存档备份，存于） |
| 2022年 | 12月6日  | 數位單曲             | Cappuccino （页面存档备份，存于）            |                                       |
| 2023年 | 9月5日   | 數位單曲             | 小乖乖 Little Darling （页面存档备份，存于） |                                       |
| 2023年 | 10月24日 | 《Oh! My Oh! My》    | 愛的表情 LoveMoji （页面存档备份，存于）     |                                       |
| 2023年 | 11月28日 | 《Oh! My Oh! My》    | Oh! My Oh! My （页面存档备份，存于）         |                                       |

## 簽唱會、見面會
| 活動年分 | 活動日期 | 活動名稱                                                    | 活動地點                       |
| -------- | -------- | ----------------------------------------------------------- | ------------------------------ |
| 2021年   | 1月1日   | PINK FUN《粉紅炸彈》專輯簽唱會－高雄場                      | 高雄夢時代幸福廣場             |
| 2021年   | 1月1日   | PINK FUN《粉紅炸彈》專輯簽唱會－臺中場                      | 台中廣三SOGO 1F廣場            |
| 2021年   | 3月20日  | PINK FUN《FOREVER PINK FUN》預購簽名會                      | 統一時代台北店 1F大門廣場      |
| 2021年   | 4月18日  | PINK FUN《FOREVER PINK FUN》新歌首唱 唯一見面會             | 三創生活園區 5F Clapper Studio |
| 2021年   | 5月9日   | PINK FUN《FOREVER PINK FUN》EP簽唱會－高雄場                | 高雄夢時代幸福廣場             |
| 2021年   | 5月9日   | PINK FUN《FOREVER PINK FUN》EP簽唱會－臺中場                | 台中廣三SOGO 1F廣場            |
| 2022年   | 8月6日   | PINK FUN《我們一起發芬》全台唯一見面會                      | CORNER MAX                     |
| 2023年   | 1月6日   | PINK FUN《Cappuccino》新年粉絲感謝祭 （页面存档备份，存于） | Milk Bar by BKA                |
| 2023年   | 12月16日 | PINK FUN《Oh! My Oh! My》EP簽唱會－臺中場                   | 台中廣三SOGO 1F廣場            |

## 獲獎與提名
| 年份   | 獎項             | 作品      | 結果 |
| ------ | ---------------- | --------- | ---- |
| 2022年 | Hito百首單曲票選 | 可以呀Kya | 77名 |

## 外部連結
- PINK FUN官方網頁 （页面存档备份，存于）
- PINK FUN的Facebook專頁
- PINK FUN的Instagram帳戶
- YouTube上的PINK FUN頻道
- PINK FUN的TikTok